# Hemipolygona centrifuga
Hemipolygona centrifuga là một loài ốc biển, là động vật thân mềm chân bụng sống ở biển trong họ Fasciolariidae.